# کوتاه‌پایان
کوتاه‌پایان (نام علمی: Brachyopidae) نام یک تیره از راسته بریده‌مهرگان است.